# Zaru (gastronomia)

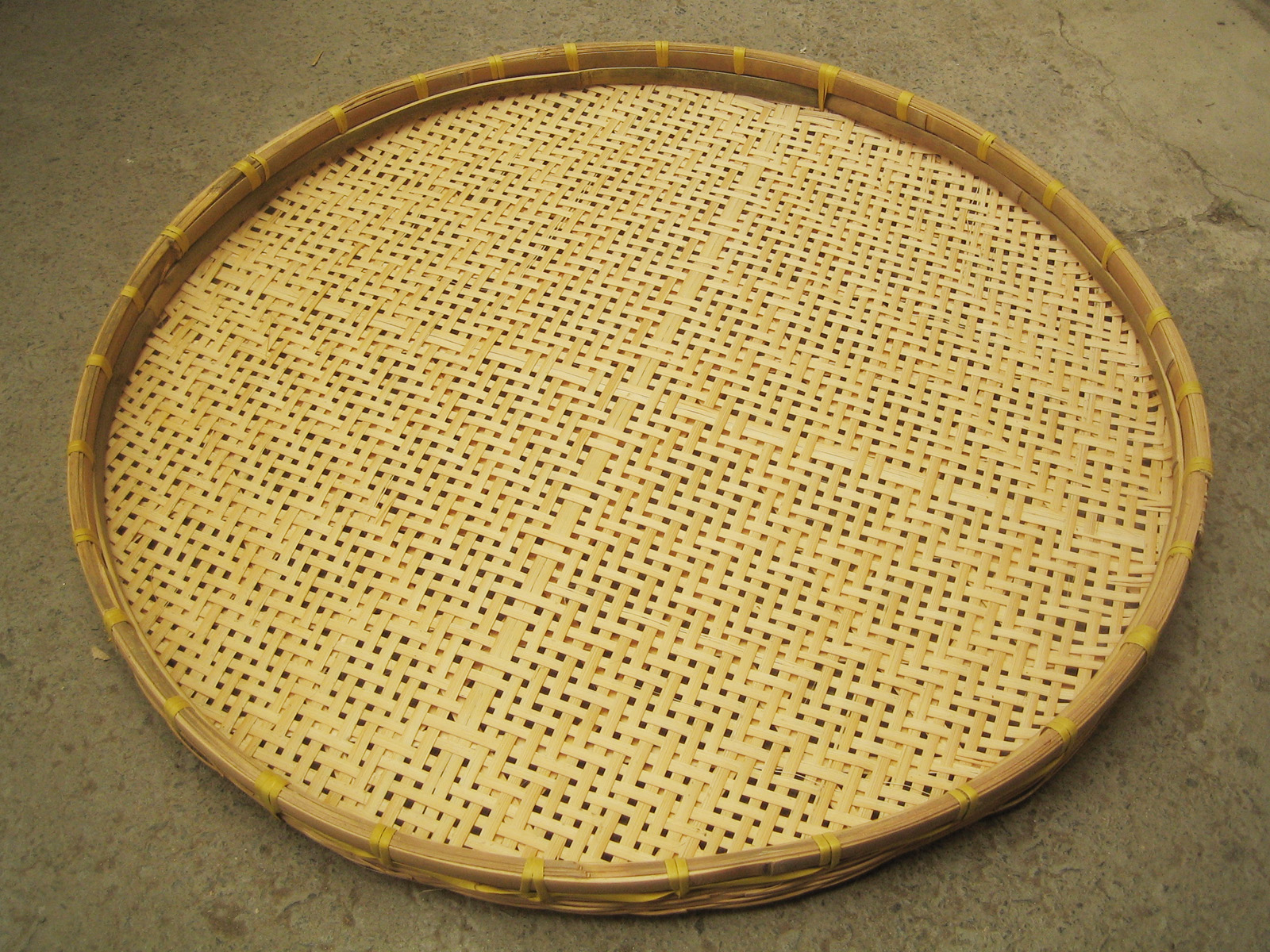
Zaru

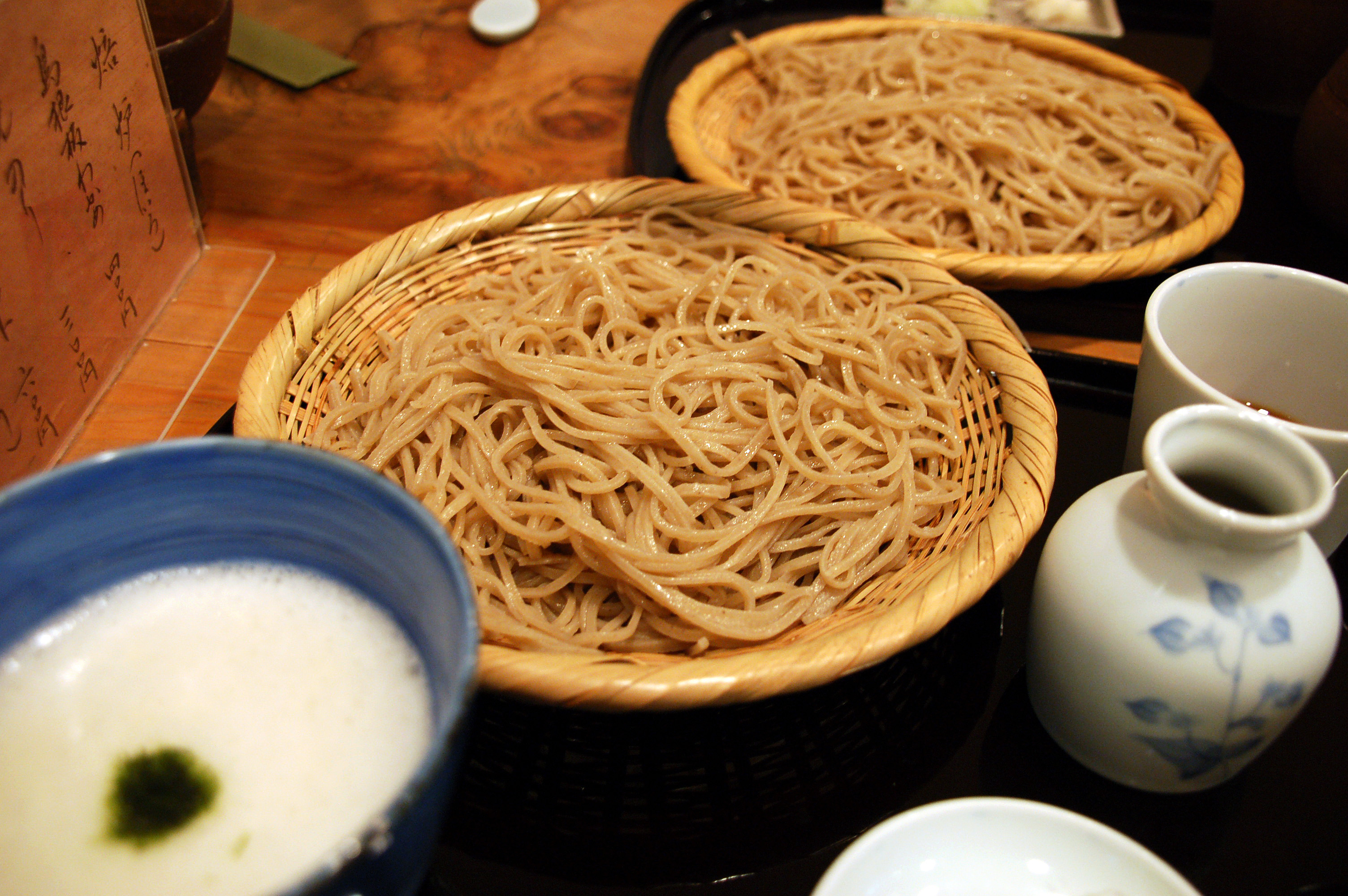
Zaru-soba

El zaru (Japonès: 笊 o ざる) és un estri de cistelleria per a escórrer, fet de bambú usat en la preparació i presentació de menjars japonesos. Pot ser usat de manera similar a un colador en el menjar occidental. Addicionalment, alguns zaru són dissenyats per a presentar directament el menjar. Recentment, versions de plàstic i metall són usats a la cuina, però rarament per a presentar el menjar a taula, que es continuen d'usar els de bambú per motius estètics.
Similar al makisu, un zaru s'ha d'assecar després de ser emprat i s'ha de guardar en un lloc sec per a evitar la proliferació de fongs i bacteris en el colador. Tanmateix, no han de ser assecats massa temps al sol perquè es poden fer malbé.